# 寶泉堂
株式会社 寶泉堂（ほうせいどう）は、徳島県徳島市徳島本町に本社を置く製菓会社。徳島県内で和菓子の販売店「あわや」を展開する。

## 概要
徳島県内で和菓子の販売店「あわや」を経営し、現在は県内で4店舗存在する。
主力商品には鳴門金時を使用した「阿波十三里」や阿波和三盆を使用した「舞玉」などがある。

## 沿革
- 1935年（昭和35年） - 設立。
- 2021年（令和03年） - 有限会社から株式会社へ変更。

## 主な製品
- 阿波十三里
- 穣々
- 和三盆わらび餅
- 和三盆ロール
- 阿波水玉菓 みず羊羹
- 舞玉

## 事業所・店舗
- 本店：徳島県徳島市徳島本町3-6
- 佐古店：徳島県徳島市佐古3番町5
- 小松島店：徳島県小松島市日開野町字弥三次14番地1
- 羽ノ浦店：徳島県阿南市羽ノ浦町宮倉本村君内53-1
- 工場：徳島県徳島市新蔵町2-23